# Nantey
Nantey is een plaats en voormalige gemeente in het Franse departement Jura in de regio Bourgogne-Franche-Comté en telt 75 inwoners (2009). De plaats maakt deel uit van het arrondissement Lons-le-Saunier.

## Geschiedenis
Nantey fuseerde op 1 januari 2016 met de gemeenten Florentia, Senaud en Val-d'Épy tot de commune nouvelle Val-d'Épy. Op 1 januari 2018 fuseerde de gemeente met La Balme-d'Épy tot een nieuwe commune nouvelle, die wederom de naam Val-d'Épy kreeg.

## Geografie
De oppervlakte van Nantey bedraagt 6,6 km², de bevolkingsdichtheid is dus 11,4 inwoners per km².
De onderstaande kaart toont de ligging van Nantey met de belangrijkste infrastructuur en aangrenzende gemeenten.

## Demografie
Onderstaande figuur toont het verloop van het inwonertal.
La Balme-d'Épy · Épy · Florentia · Lanéria · Nantey · Poisoux · Senaud · Tarcia